# Zahrádky (Borová Lada)
Zahrádky (do roku 1948 Mergart, německy Mehregarten) jsou zaniklé sídlo, část obce Borová Lada v okrese Prachatice v Jihočeském kraji. Nachází se při řece Teplé Vltavě asi 2,5 kilometru jihovýchodně od Borových Lad. Prochází zde silnice II/167. Není zde evidována žádná adresa. V roce 2011 zde trvale nikdo nežil.
Zahrádky leží v katastrálním území Zahrádky u Borových Lad o rozloze 12,16 km².
Na levém břehu Teplé Vltavy je zde veřejné tábořiště Zahrádky a u něho autobusová zastávka.

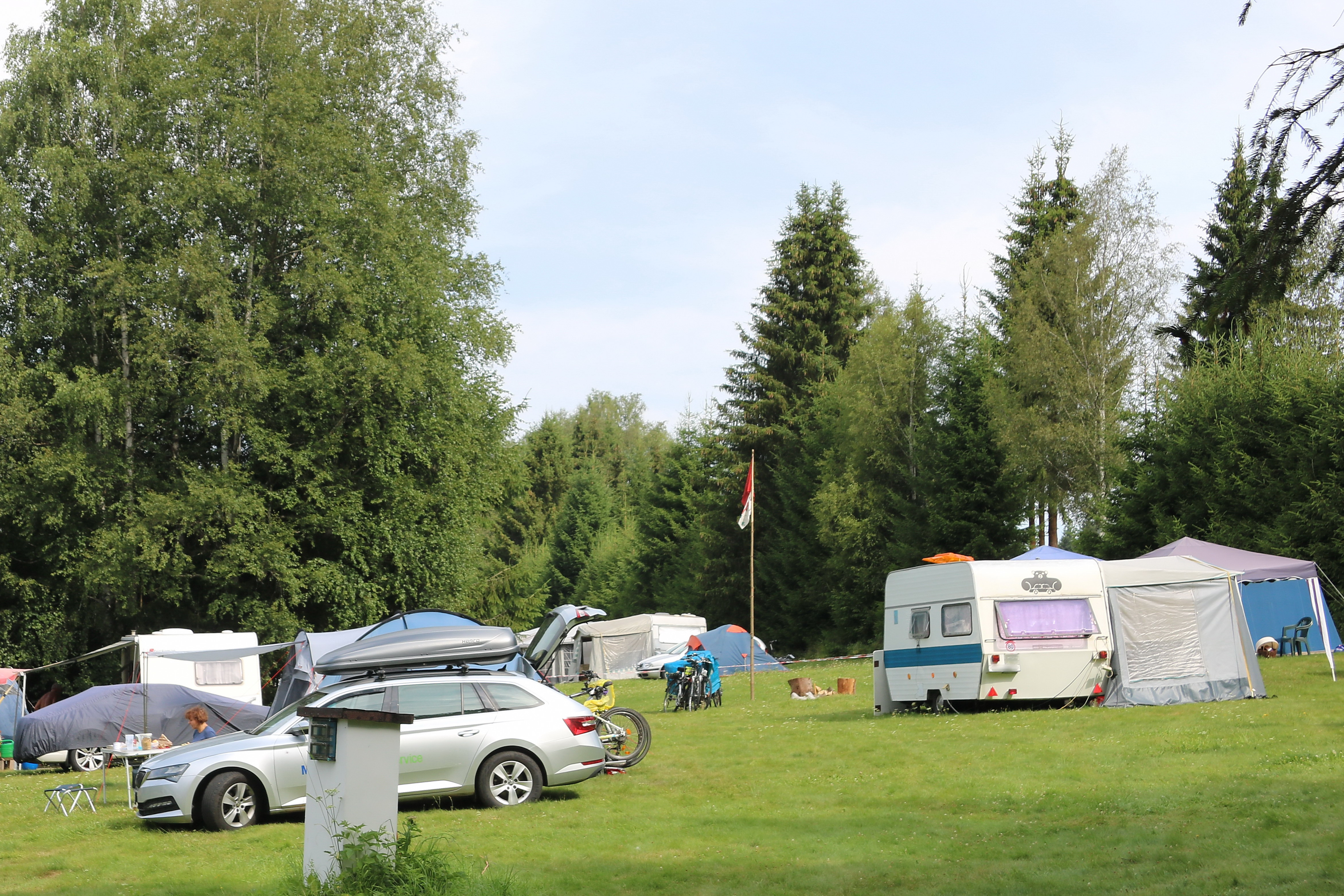
Tábořiště v Zahrádkách

## Obyvatelstvo
| Rok            | 1869 | 1880 | 1890 | 1900 | 1910 | 1921 | 1930 | 1950 | 1961 | 1970 | 1980 | 1991 | 2001 | 2011 | 2021 |
| -------------- | ---- | ---- | ---- | ---- | ---- | ---- | ---- | ---- | ---- | ---- | ---- | ---- | ---- | ---- | ---- |
| Počet obyvatel | 140  | 113  | 134  | 145  | 126  | 118  | 109  | 2    | 0    | 0    | 0    | 0    | 0    | 0    | 3    |
| Počet domů     | 15   | 16   | 16   | 16   | 18   | 18   | 19   | 10   | 0    | 0    | 0    | 0    | 0    | 0    | 1    |

## Pamětihodnosti
- Přírodní rezervace Pravětínská Lada – malá část přírodní rezervace, která se převážně rozhládá na území Černých Lad
- Tis na Pravětínských Ladech, památný strom (cca 48°58′16″ s. š., 13°41′13″ v. d.)